# Солимена, Франческо
Франче́ско Солиме́на (итал. Francesco Solimena; 4 октября 1657, Канале-ди-Серино, Кампания — 5 апреля 1747, Барра (ит.) близ Неаполя) — итальянский живописец и архитектор неаполитанской школы эпохи позднего барокко. Известен под прозванием «Аббат Чиччо» (итал. Abate Ciccio — Аббат Толстяк).

## Биография
Франческо Солимена родился в семье художника Анджело Солимены (ок. 1630—ок. 1716) и Марты Резиньяно в Ночера-деи-Пагани (ныне Ночерино-Cерино), где проживала его семья. Он получил раннее обучение у отца, вместе с которым он выполнил росписи «Рай» для собора Ночера и «Видение святого Кирилла Александрийского» для церкви Сан-Доменико в Солофре.
Обратившись сначала к творчеству живописца Франческо Гуарино, впоследствии, переехав в 1674 году в Неаполь, он стал с интересом изучать искусство Луки Джордано, Джованни Ланфранко и тенебристскую живопись Маттиа Прети.
В Неаполе художник прожил большую часть своей жизни. В 1702 году провёл год в Монтекассино, а в 1700 и в 1707 годах жил и работал в Риме. В Неаполе Солимена вначале работал вместе с художником Франческо ди Мария. Кардинал Винченцо Орсини (впоследствии папа Бенедикт XIII) с самого начала покровительствовал художнику, разглядев в нём особый талант. Солимена написал множество фресок в Неаполе, алтарных картин и портретов. Его живописные композиции характерны типично барочной обстановкой — ступенями, арками, балюстрадами, колоннами, пышными драпировками фигур в лучах света. В подготовительных рисунках он часто использовал смешанные материалы и технические приёмы: перо и тушь, мел, уголь и акварель.
Период с 1723 по 1728 год Солимена провёл в Вене, где работал по заказам принца Евгения Савойского. Франческо Солимена накопил состояние и жил в полном достатке. Он скончался в Барре, недалеко от Неаполя, в 1747 году в возрасте восьмидесяти девяти лет. Его учеником и преемником был племянник Орацио.
Иногда Солимена выполнял архитектурные проекты — например, дворец «Palazzo Via San Potito», он является автором фасада неаполитанской церкви Сан-Никола-алла-Карита.
Несмотря на то, что после 1674 года художник редко выезжал из Неаполя, он был одним из влиятельных мастеров живописи своего времени. Среди его учеников следует назвать Гаспаре Травести, Себастьяно Конка, Франческо де Мура, Крещенцо делла Гамба и австрийских художников барокко Даниеля Грана и Пауля Трогера. Популярность художника в Австрии не была чем-то необычным, так как Неаполь после войны за Испанское наследство в течение некоторого времени принадлежал империи Габсбургов. Среди покровителей и заказчиков Солимены были французский король Людовик XIV и великий полководец, австрийский фельдмаршал Евгений Савойский.
Франческо Солимена оказал значительное влияние на художников молодого и будущих поколений Неаполя, а также всей Центральной Европы. Его картины служили примерами для подрастающего поколения, особенно для Жана-Оноре Фрагонара, Франсиско Гойи и Франсуа Буше, которого вдохновляли многие работы Солимены. Благодаря искусству Солимены эффектная «светотень» Караваджо и Джованни Баттиста Караччоло, которая характеризовала неаполитанскую живопись предыдущего столетия, сделала Неаполь одним из важных центров европейского постренессансного искусства.
Картины Франческо Солимены хранятся в крупнейших музеях мира: в Национальной галерее в Лондоне, в санкт-петербургском Эрмитаже (пять картин), Метрополитен-музей в Нью-Йорке, в парижском Лувре, в Музее Гетти (Лос-Анджелес), в венском Музее Истории искусств и других.

## Галерея

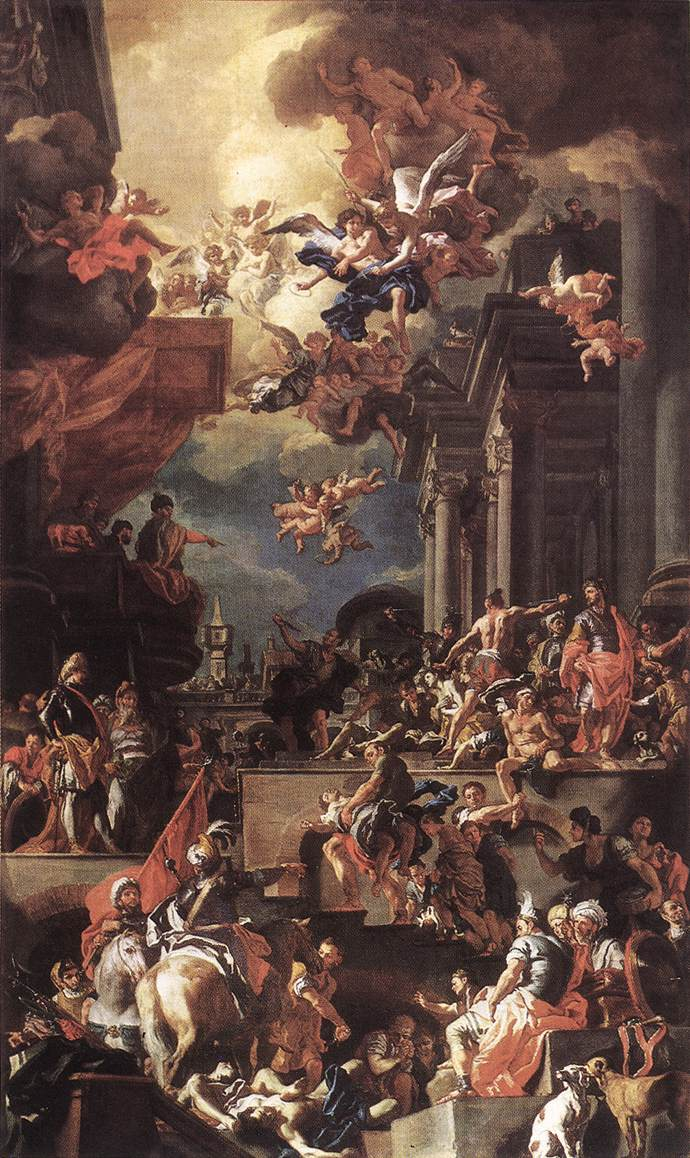
Резня на Хиосе. Холст, масло. Музей Каподимонте, Неаполь
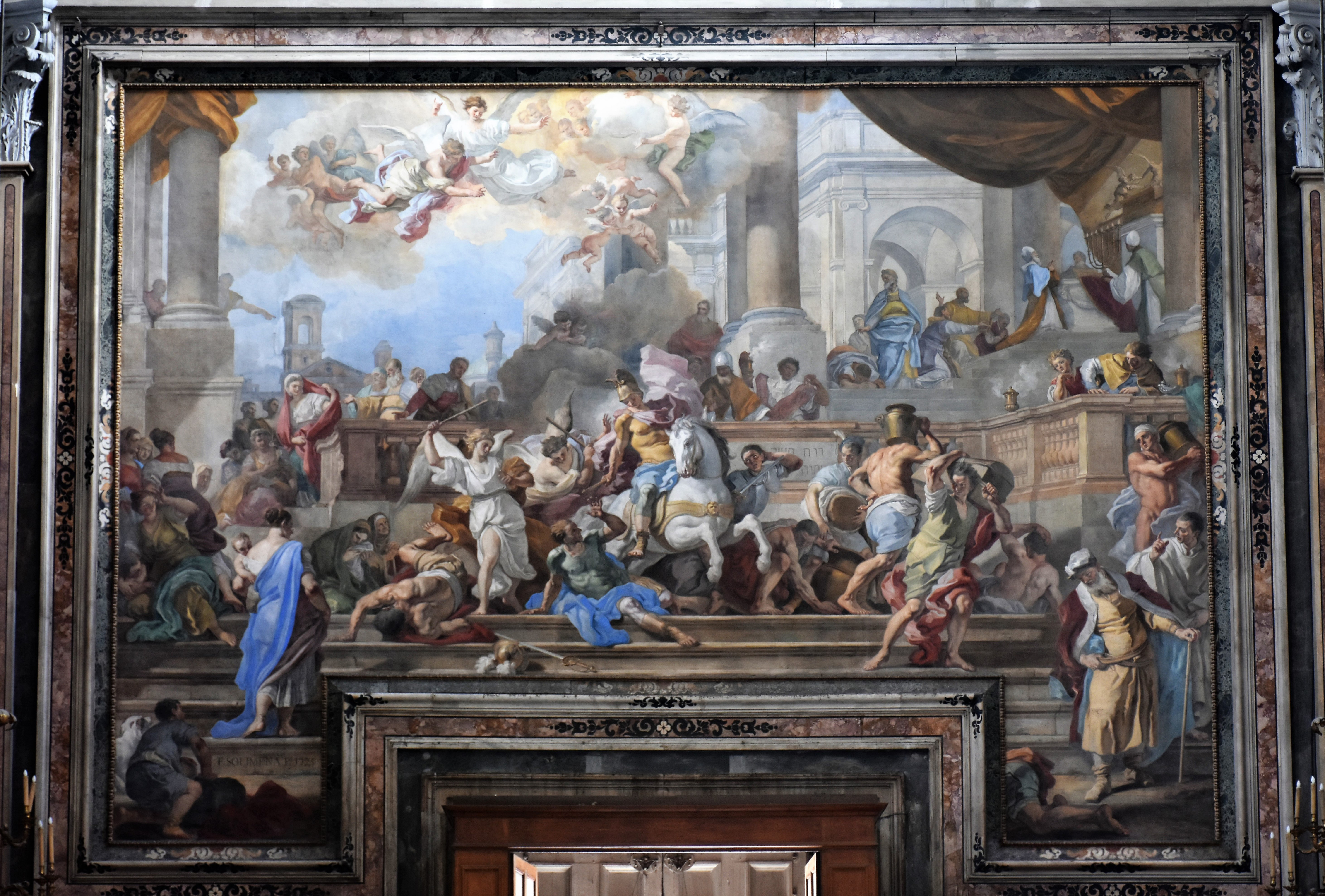
Изгнание Гелиодора из храма. 1723–1725. Фреска церкви Джезу Нуово, Неаполь
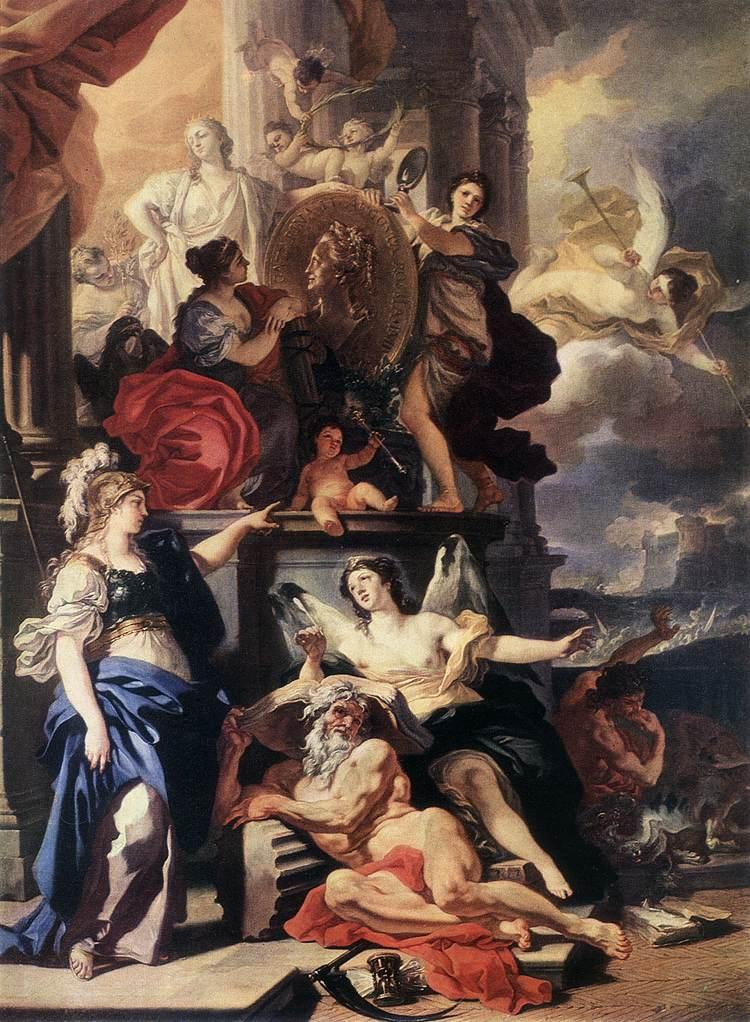
Аллегория царствования. 1690. Холст, масло. Государственный Эрмитаж, Санкт-Петербург
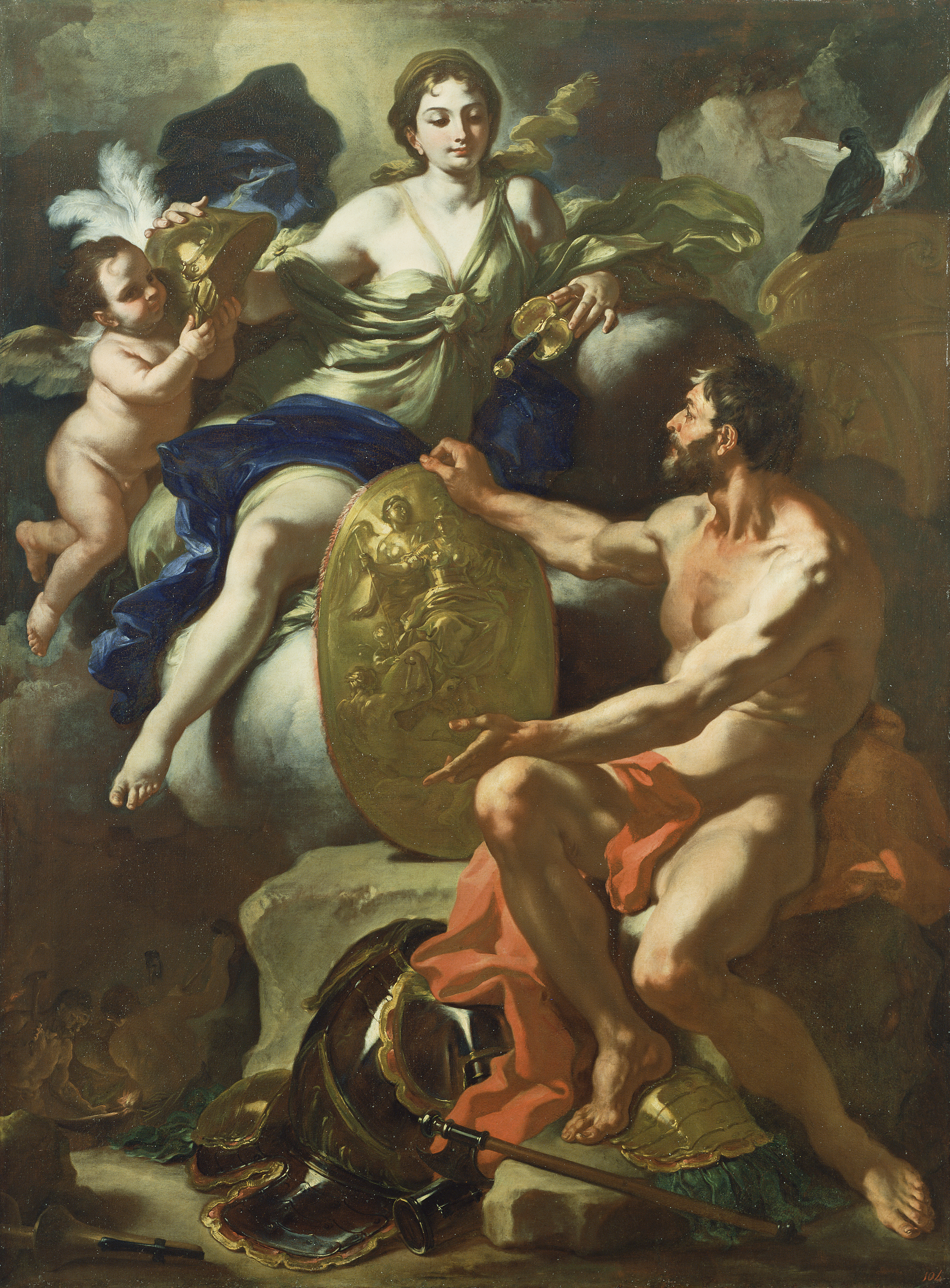
Венера и Вулкан. 1704. Холст, масло. Центр Гетти, Лос-Анджелес
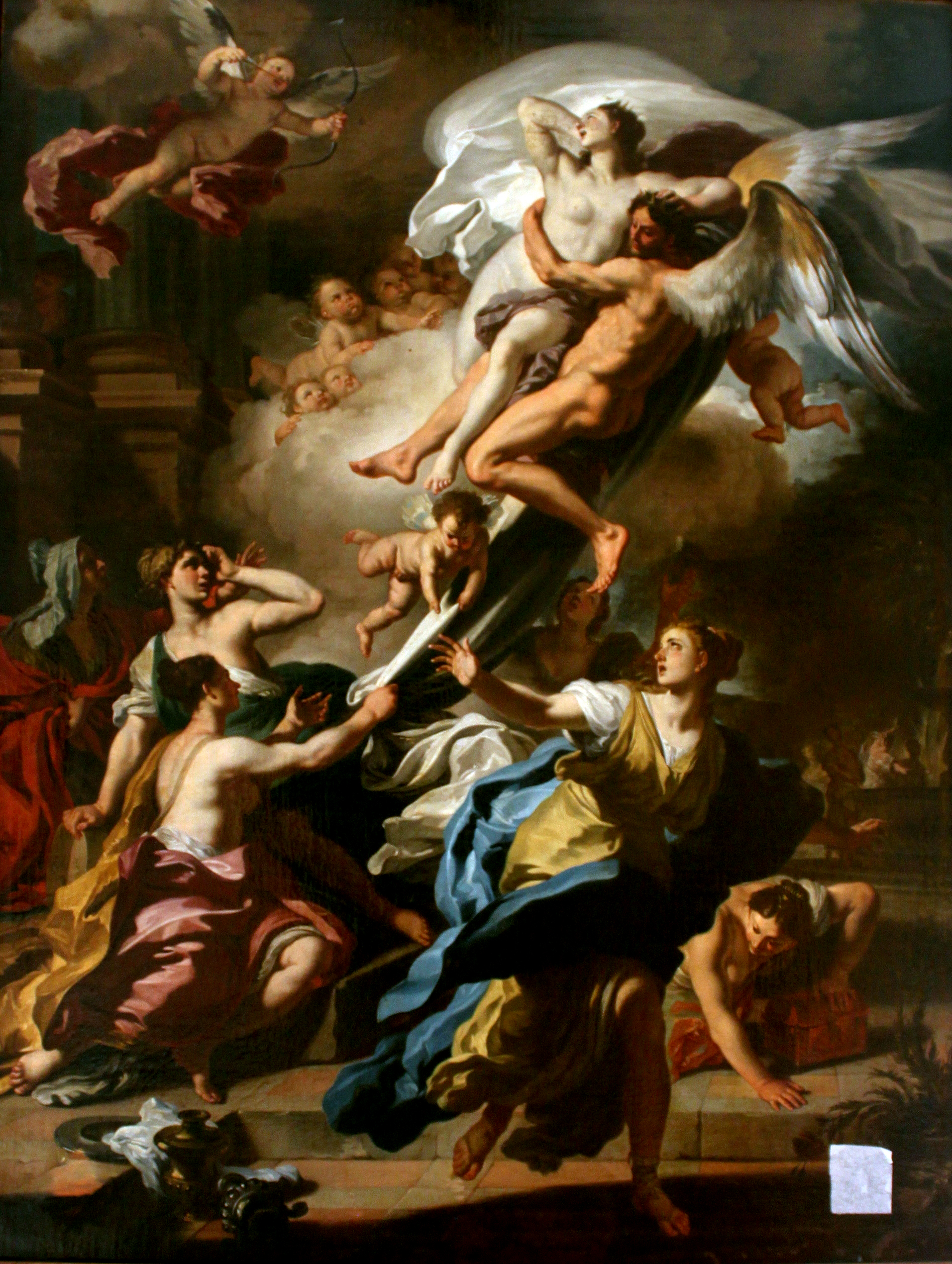
Борей похищает Орифию. 1729. Холст, масло. Национальный музей искусств Азербайджана, Баку
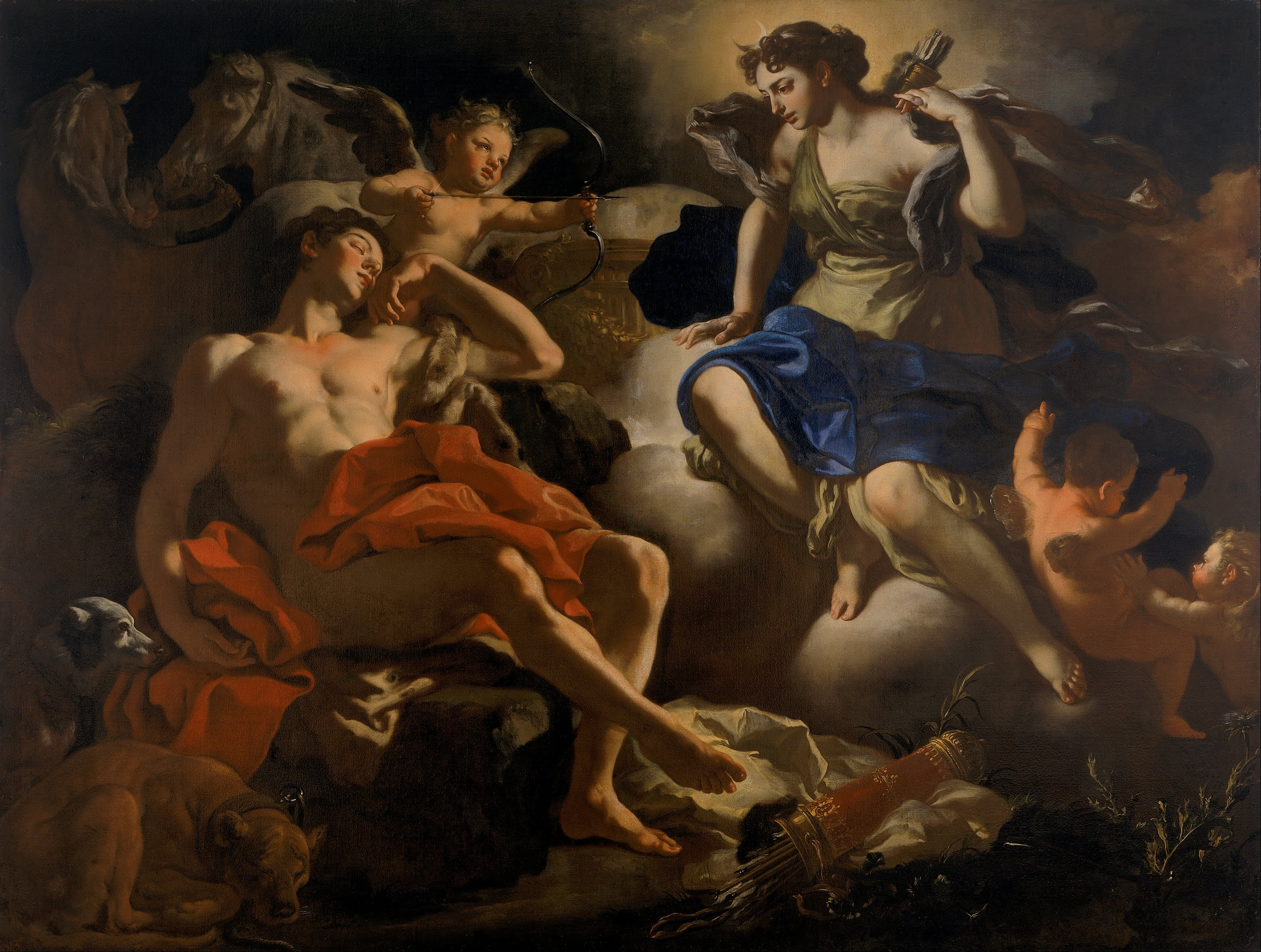
Диана и Эндимион. Между 1705 и 1710. Холст, масло. Галерея искусств Уолкера, Ливерпуль
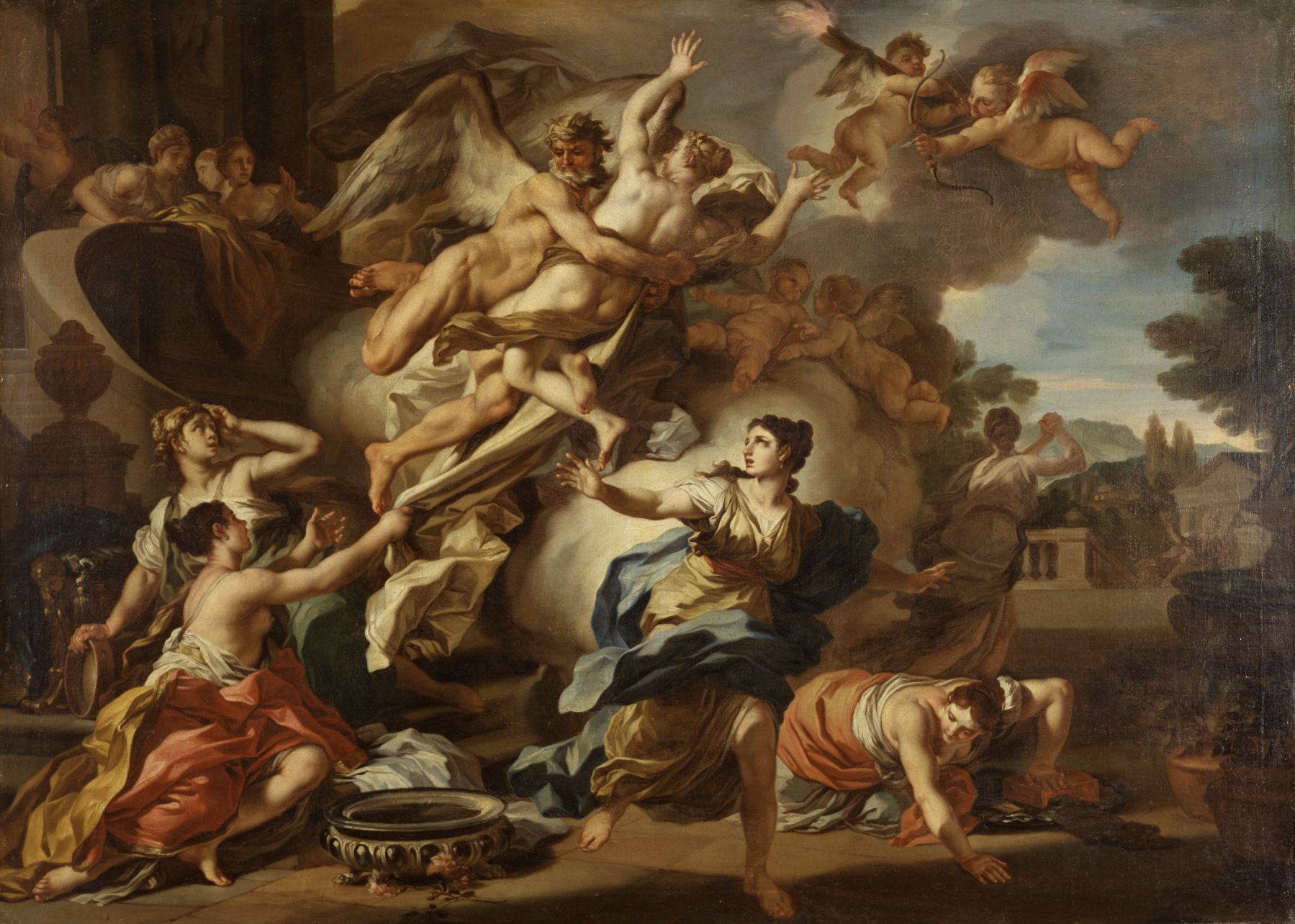
Похищение Орифии (копия картины Ф. Солимены 1701 г.). 1730. Холст, масло. Художественный музей Уолтерса, Балтимор, США
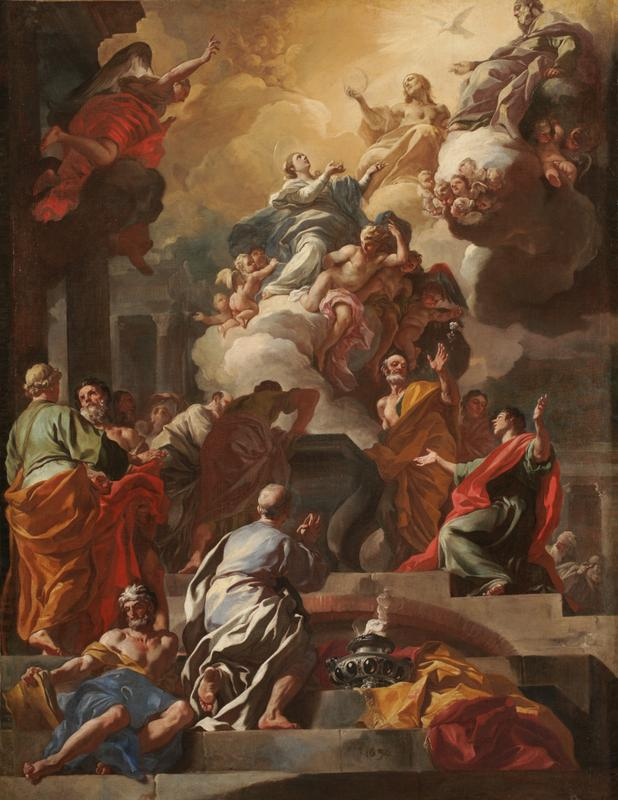
Вознесение Девы. 1690. Холст, масло. Музей Жироде, Монтаржи, Франция
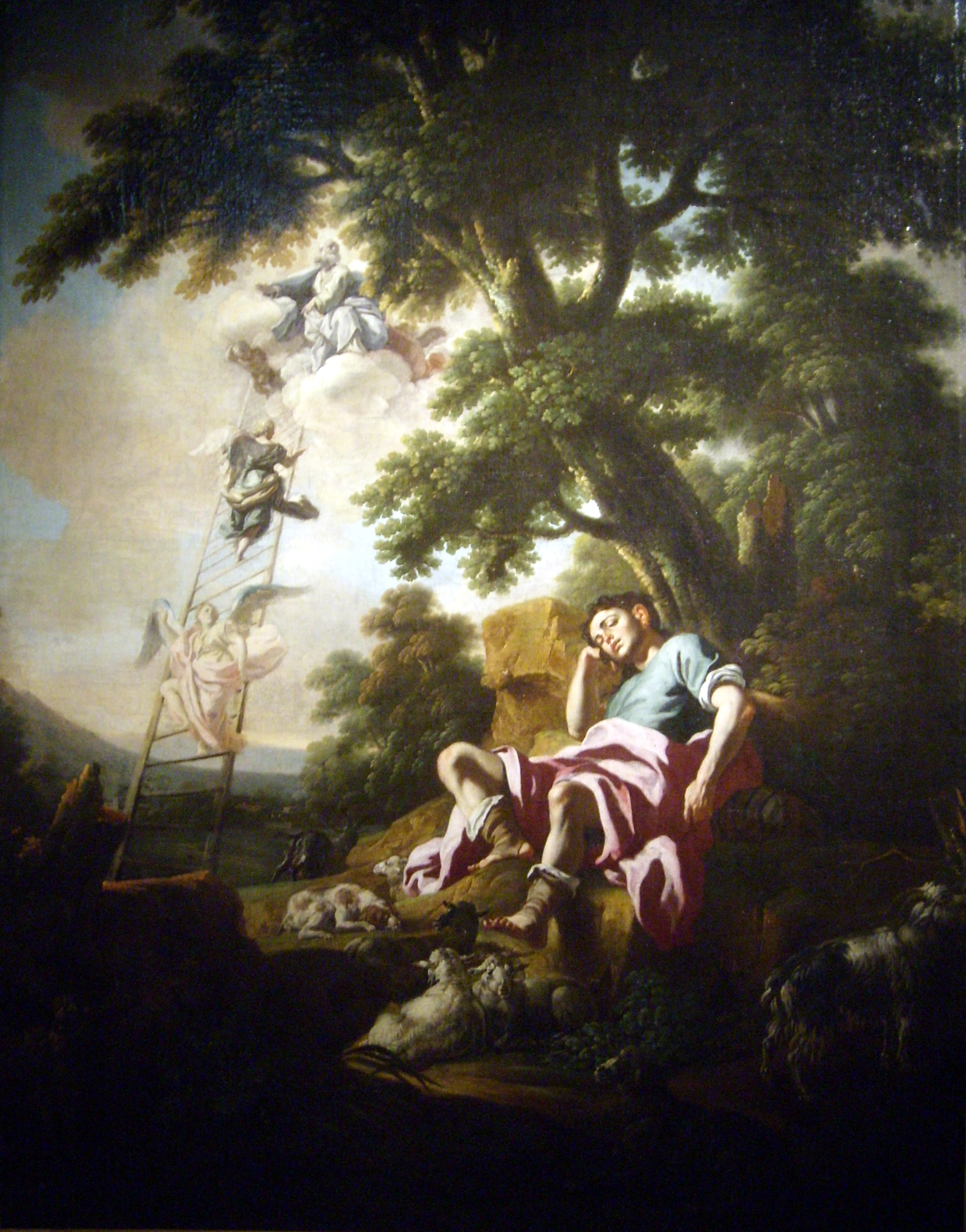
Сон Иакова. Музей Тома-Анри, Шербур-Октевиль